# Verwaltungsgemeinschaft
Een Verwaltungsgemeinschaft ("bestuurlijke gemeenschap") is een samenwerkingsverband in de Duitse deelstaten Baden-Württemberg, daar officieel Vereinbarte Verwaltungsgemeinschaft, Beieren, Saksen, Saksen-Anhalt en Thüringen. In het algemeen worden er samenwerkingsverbanden van publieke diensten mee bedoeld. Een goed voorbeeld hiervan is de Verwaltungsgemeinschaft tussen de Duitse Hogeschool van de Federale Overheid voor Openbaar Bestuur en de Bondsacademie voor Openbaar Bestuur.
In 2011 zou de Verwaltungsgemeinschaft als bestuursvorm in Saksen-Anhalt ophouden te bestaan, maar door een gerechtelijke uitspraak in februari 2013, is de opheffing van de Verwaltungsgemeinschaft Gernrode/Harz ongeldig verklaard.
Verwaltungsgemeinschaften bestaan uit verschillende gemeenten in hetzelfde district. Ze hebben een eigen politieke vertegenwoordiging inclusief een voorzitter, die in sommige samenwerkingsverbanden de titel burgemeester voert. In Baden-Württemberg is in de plaats van Verwaltungsgemeinschaft ook Gemeindeverwaltungsverband gebruikelijk. Daar wordt de taak van voorzitter van het samenwerkingsverband waargenomen door de burgemeester van de "vervullende gemeente", de hoofdplaats van het samenwerkingsverband. In Thüringen bestaan zowel Verwaltungsgemeinschaften als vervullende gemeenten.

## Verwaltungsverband
In de deelstaat Saksen bestaat zowel de Verwaltungsgemeinschaft als het Verwaltungsverband. Het kenmerkende verschil is dat bij de gemeinschaft een van de deelnemende gemeenten het bestuur voor de andere gemeenten voert, terwijl bij het verband de gemeenten samenwerken met een eigen bestuur van het samenwerkingsverband. Anders dan de gemeinschaft is het  verband een zelfstandig openbaar lichaam.

## Erfüllende Gemeinde
Recent zijn in de genoemde deelstaten gemeentelijke herindelingen uitgevoerd waarbij ook een aantal Verwaltungsgemeinschaften werden opgeheven. In de meeste gevallen werden de gemeenten opgenomen in of gefuseerd tot een gemeente die groot genoeg was om de taken die het samenwerkingsverband vervulde uit te voeren. Een aantal kleinere gemeenten bleef echter zelfstandig, waarbij een grotere gemeente werd aangewezen als invullende gemeente (Erfüllende Gemeinde) voor deze taken.
In Thüringen heet de hoofdplaats van een Verwaltungsgemeinschaft  ook Erfüllende Gemeinde. 